# Nikolai Pawlowitsch Juschkin
Nikolai Pawlowitsch Juschkin (russisch Николай Павлович Юшкин; * 20. Mai 1936 in Iwangora, Rajon Wessjegonsk; † 17. September 2012 in Syktywkar) war ein russischer Geologe und Mineraloge.

## Leben
Der Bauernsohn Juschkin studierte nach dem Besuch der Mittelschule 1952–1955 in der Geologie-Abteilung des Montanchemie-Technikums Kirowsk. Während des letzten Studienjahrs war er an Expeditionsarbeiten im Ostteil der Halbinsel Kola an Nickel- und Seltenerdlagerstätten beteiligt. Darauf arbeitete er in Taschkent als Geologe beim Trust Sredasgeochimraswedka und bei der Expedition Chimgeolnerud. Auch machte er Untersuchungen in den Bergen des Ferghanatals. Er heiratete Lidija Andrejewna Igumnowa und bekam 1957 die Tochter Galina. Er nahm an Fernkursen des Polytechnischen Allunionsinstituts (1959–1965) und der Geologie-Fakultät des Taschkenter Polytechnischen Instituts (ab 1960) teil. 1960 wurde er Mitglied der All-Union Mineralogischen Gesellschaft.
Seit 1961 arbeitete Juschkin im -Institut für Geologie des Komi-Wissenschaftszentrums der Ural-Abteilung der Akademie der Wissenschaften der UdSSR (AN-SSSR), in dem er vom Oberlaboranten bis zum Institutsdirektor aufstieg. 1967 wurde er mit seiner Arbeit über die Mineralogie und Paragenese elementaren Schwefels in exogenen Lagerstätten in einem Schritt zum Kandidaten und Doktor der geologisch-mineralogischen Wissenschaften promoviert. Er leitete Expeditionen ins nördliche Pai-Choi-Gebirge und auf die Insel Waigatsch (1972) sowie nach Nowaja Semlja (1973, 1976). 1975 nahm er am Tenth Congress and General Assembly der International Union of Crystallography in Amsterdam teil. 1977 erschien sein Buch zu Theorie und Methoden der Mineralogie. Mit anderen verfasste er ein Buch über optischen Fluorit. 1987 wurde er zum Korrespondierenden Mitglied und 1991 zum Wirklichen Mitglied der AN-SSSR gewählt, die nun die Russische Akademie der Wissenschaften war. Er wurde Mitglied der Mineralogical Association of Canada (1993) und der Mineralogical Society of America (1994). 2011 nahm er an der internationalen Konferenz Instruments, Methods, and Missions for Astrobiology XIV in San Diego und 2012 an der First European Mineralogical Conference an der Universität Frankfurt am Main teil.
Nach Juschkin wurde das Mineral Yushkinit benannt.

## Ehrungen, Preise
- Komsomol-Preis (1968)
- Orden des Roten Banners der Arbeit (1971)
- Preis des Ministerrats der UdSSR (1982)
- Verdienstorden für das Vaterland IV. Klasse (1996), III. Klasse (2006)
- Demidow-Preis (1998)